# Купа "Кларънс С. Кембъл"
Купа „Кларънс С. Кембъл“ или трофей Кембъл е трофей в НХЛ, който се дава на шампиона от плейофите на западната конференция. Наречена е така в чест на Кларънс С. Кембъл - президент на националната хокейна лига (1946-1977). Едмънтън Ойлърс и Филаделфия Флайърс са печелили купата по 6 пъти, следвани от Чикаго Блекхоукс с четири отличия. Самият трофей е от чисто сребро и е изработен през 1868 година.

## История
Купа „Кларънс С. Кембъл“ е била давана на отборите като признание за принос и помощ към президента на НХЛ в началото на модерната ера в НХЛ. Замислена като паралелна на трофея на принца на Уелс, в началото е била давана на тима победител в „Кембъл“ конференцията в редовния сезон до 1981 година. От сезон 1981-82 до сезон 1992-93 е давана на отбора победител в плейофите в „Кембъл“ конференцията. Купата заема съвременната си роля през сезон 1993-94 когато „Кембъл“ конференцията е преименувана на западна конференция.

## Листа на носителите на купа „Кларънс С. Кембъл“
- сезон 1967/68 - Филаделфия Флайърс
- сезон 1968/69 - Сейнт Луис Блус
- сезон 1969/70 - Сейнт Луис Блус
- сезон 1970/71 - Чикаго Блекхоукс
- сезон 1971/72 - Чикаго Блекхоукс
- сезон 1972/73 - Чикаго Блекхоукс
- сезон 1973/74 - Филаделфия Флайърс
- сезон 1974/75 - Филаделфия Флайърс
- сезон 1975/76 - Филаделфия Флайърс
- сезон 1976/77 - Филаделфия Флайърс
- сезон 1977/78 - Ню Йорк Айлендърс
- сезон 1978/79 - Ню Йорк Айлендърс
- сезон 1979/80 - Филаделфия Флайърс
- сезон 1980/81 - Ню Йорк Айлендърс
- сезон 1981/82 - Ванкувър Канъкс
- сезон 1982/83 - Едмънтън Ойлърс
- сезон 1983/84 - Едмънтън Ойлърс
- сезон 1984/85 - Едмънтън Ойлърс
- сезон 1985/86 - Калгари Флеймс
- сезон 1986/87 - Едмънтън Ойлърс
- сезон 1987/88 - Едмънтън Ойлърс
- сезон 1988/89 - Калгари Флеймс
- сезон 1989/90 - Едмънтън Ойлърс
- сезон 1990/91 - Минесота Норд Старс
- сезон 1991/92 - Чикаго Блекхоукс
- сезон 1992/93 - Лос Анджелис Кингс
- сезон 1993/94 - Ванкувър Канъкс
- сезон 1994/95 - Детройт Ред Уингс
- сезон 1995/96 - Колорадо Авеланш
- сезон 1996/97 - Детройт Ред Уингс
- сезон 1997/98 - Детройт Ред Уингс
- сезон 1998/99 - Далас Старс
- сезон 1999/00 - Далас Старс
- сезон 2000/01 - Колорадо Авеланш
- сезон 2001/02 - Детройт Ред Уингс
- сезон 2002/03 - Анахайм Майти Дъкс
- сезон 2003/04 - Калгари Флеймс
- сезон 2004/05 - няма